# Nakręceni, czyli szołbiznes po polsku
Nakręceni, czyli szołbiznes po polsku – film dokumentalny Sylwestra Latkowskiego z 2003 roku.
Film odsłania kulisy działania polskiego show biznesu. Występują w nim polscy muzycy i dziennikarze muzyczni m.in. Krzysztof Krawczyk, Robert Leszczyński, Maciej Maleńczuk, Piotr Metz, Marek Sierocki, Justyna Steczkowska, Michał Wiśniewski i Hirek Wrona.

## Twórcy filmu
- Reżyser – Sylwester Latkowski
- Scenariusz – Sylwester Latkowski
- Zdjęcia – Tomasz Michałowski, Piotr Goncerz, Tomasz Malinowski, Tomasz Tupalski, Andrzej Olichwier
- Dźwięk – Tomasz Skoneczny, Tadeusz Szynkiewicz
- Montaż – Krzysztof Szpetmański
- Opracowanie muzyczne – Krzysztof Szpetmański, Sylwester Latkowski
- Konsultacja prawna – dr Wojciech Cieślak, Jacek Bienias
- Produkcja – Sylwester Latkowski, Piotr Reisch, Piotr Budnik, Ernest Zawada, Zbigniew Dąbrowski (OPUSNET, SPI International Polska, PAY studio TV)

## Ścieżka dźwiękowa
Nakręceni, czyli szołbiznes po polsku – ścieżka dźwiękowa z filmu ukazała się w 2003 roku nakładem wytwórni muzycznej EMI Music Poland.
Lista utworów
Opracowano na podstawie materiału źródłowego.
1. „Intro – Showbusiness”
2. Pezet – „Bez twarzy (Kociołek Remix)”
3. Shimmy – „Maybe It's Too Late”
4. Piotr Metz – „Niezależność”
5. Star Of 77 – „Feelings”
6. Maciej Maleńczuk – „Showbusiness gnoi ludzi”
7. Artur Przyćmiewicz – „Zaćmienie”
8. Flexxip, Małolat – „Własny wstyd”
9. Red – „Wytwórnie”
10. Eis – „Teraz albo nigdy”
11. Eldo – „Zza szyby”
12. Namaste – „Sparrow”
13. Maciej Maleńczuk – „Jeżdżę po tą karierę”
14. Modfunk – „The Wav”
15. Grzegorz Brzozowicz – „One wszystkie chciały grać soul”
16. Red-Kaami – „Nie możesz zbudzić mnie”
17. Ski Skład – „Klasyczna fuzja (Kasper Hauser) (Magiera Remix)”
18. Negatyw – „Kontrakt”
19. Shimmy – „No Princess”
20. Nushee – „Close To U”
21. Namaste – „Quest (Outro)”